# Bill Melchionni
William P. « Bill » Melchionni (né le 19 octobre 1944 à Philadelphie, Pennsylvanie) est un ancien joueur américain de basket-ball de NBA et de ABA.
Melchionni évoluait au poste de meneur de jeu à Bishop Eustace Preparatory School à Pennsauken, New Jersey, puis intégra l'université Villanova et fut élu Most Valuable Player du NIT 1966. Après avoir obtenu son diplôme à Villanova, Melchionni a rejoint la fameuse équipe des "Phillips 66ers AAU Elite team", où il évolua une saison avant de retourner dans sa ville natale afin d'évoluer sous les couleurs des Philadelphia 76ers.
Melchionni fut un joueur-clé de la grande équipe des 76ers qui fut championne NBA menée par Wilt Chamberlain, Luke Jackson, Hal Greer, Wali Jones et Chet Walker en 1967. L'équipe était entraînée par un autre membre de "AAU Elite", Alex Hannum.
Melchionni passa ensuite dans la nouvelle ligue de l'ABA, devenant un des leaders de l'équipe des  New York Nets. IL joua en compagnie du futur Hall-of-Famer Rick Barry et devint par la suite le mentor de Julius Erving. Melchionni fut un élément important de l'équipe championne ABA en 1974, mené par Erving, Larry Kenon, John Williamson et Billy Paultz.
Melchionni participa à trois ABA All-Star Games et fut nommé dans la All-ABA First Team en 1972. Melchionni fut le meilleur passeur de la ABA en 1971 et 1972.
Les Nets ont retiré le maillot numéro 25 de Melchionni.